# Bujnówka
Bujnówka (lit. Buiniškės) – wieś na Litwie, w okręgu wileńskim, w rejonie wileńskim, w gminie Suderwa.

## Historia
Pod zaborami wieś i zaścianek; w II Rzeczypospolitej trzy zaścianki. W XIX i w początkach XX w. położona była w Rosji, w guberni wileńskiej, w powiecie wileńskim; wieś w gminie Mejszagoła, zaścianek w gminie Rzesza. Po I wojnie światowej pod administracją polską, w Zarządzie Cywilnym Ziem Wschodnich. W latach 1920–1922 w składzie Litwy Środkowej.
Od 11 kwietnia 1922 leżała w Polsce, w województwie wileńskim, w powiecie wileńsko-trockim, dwa zaścianki w gminie Mejszagoła, jeden w gminie Rzesza. W 1931 miejscowości liczyły:
- w gminie Mejszagoła:
  - Bujnówka I – 21 mieszkańców, zamieszkałych w 4 budynkach,
  - Bujnówka II – 23 mieszkańców, zamieszkałych w 4 budynkach,
- w gminie Rzesza:
  - Bujnówka – 56 mieszkańców, zamieszkałych w 9 budynkach[3].

Po II wojnie światowej w granicach Związku Sowieckiego. Od 1991 na niepodległej Litwie.